# Julidochromis dickfeldi
Julidochromis dickfeldi é uma espécie de peixe da família Cichlidae. 
Pode ser encontrada nos seguintes países: República Democrática do Congo, Tanzânia e Zâmbia.
Os seus habitats naturais são: Lago Tanganica. 